# Sony Ericsson K610i
Sony Ericsson K610i är en mobiltelefon från Sony Ericsson med 2 megapixel-kamera och TFT-skärm med 262 000 färger. 
K610i är en 3G-telefon. Telefonen presenterades på 3GSM mässan den 13 februari 2006. Den marknadsfördes då som den minsta och lättaste 3G-telefonen på marknaden.